# Ben Mee
Benjamin Thomas Mee, född 21 september 1989 i Sale, England, är en engelsk fotbollsspelare (försvarare) som spelar för Brentford i Premier League.

## Klubbkarriär
Den 22 juli 2022 värvades Mee på fri transfer av Brentford, där han skrev på ett tvåårskontrakt.